# Xavier Batllés
Xavier Batllés (Barcelona, 7 d'abril de 1954) és músic professional, productor, arranjador i professor. Té una llarga trajectòria artística en el panorama musical català. Va ser artífex de bandes laietanes com ara l'Orquestra Mirasol i La Rondalla de la Costa, a més d'arreglador de Marina Rossell i Maria del Mar Bonet.

## Biografia
Des de petit, va aficionar-se a la música, i als 16 anys va iniciar una feina com a tècnic de so als Estudis Gema 2 de Barcelona amb un dels seus referents musicals, Ricard Casals, que era veí seu. Allà va conèixer músics com Pedrito Díaz, Ricard Roda, Jordi Roura, que tocava amb Casals o Victor Ammann, que va acompanyar durant un breu període amb el cantautor Ovidi Montllor.
A principis de la dècada dels 70, va tirar endavant diverses iniciatives i grups musicals, alguns amb companys seus i, d'altres, el van portar a fer noves coneixences com el compositor argentí Gato Pérez. Totes les conjuncions de grups d'aquella època i les influències van culminar amb la creació de l'Orquestra Mirasol, l'any 1973, més endavant, amb la breu formació La Rondalla de la Costa i, ja a la dècada dels 80, amb el grup-rondalla l’Harmònica Brava, acompanyat de noms com Jordi Fàbregas, Josep Cabré o Joan-Albert Amargós.
A finals de la dècada dels vuitanta, Batllés es va allunyar dels escenaris i va dedicar-se completament a la feina d'enregistrar i produir música.